# Openbox
Openbox este un manager de ferestre gratuit pentru Sistemul de Ferestre X, licențiat sub Licența Publică Generală GNU. Derivat inițial din Blackbox 0.65.0 (un proiect C++), Openbox a fost rescris total în limbajul de programare C si de la versiunea 3.0 nu mai conține cod din Blackbox.

## Vedeți și
- Comparație manageri de ferestre pentru X
- Fluxbox